# Championnats du Mozambique de cyclisme sur route
Les championnats du Mozambique de cyclisme sur route sont les championnats nationaux de cyclisme sur route organisés par la Fédération du Mozambique de cyclisme.

## Hommes

### Podiums de la course en ligne
| Année | Vainqueur       | Deuxième | Troisième |
| ----- | --------------- | -------- | --------- |
| 2011  | Miguel Teixeira |          |           |

### Podiums du contre-la-montre
| Année | Vainqueur     | Deuxième        | Troisième |
| ----- | ------------- | --------------- | --------- |
| 2011  | Kinha Fonseca | Miguel Teixeira | Mussa     |
| 2012  | Kinha Fonseca |                 |           |

## Femmes

### Podiums de la course en ligne
| Année | Vainqueur      | Deuxième | Troisième |
| ----- | -------------- | -------- | --------- |
| 2012  | Leila Sultuane |          |           |